# Восточные говоры восточнословацкого диалекта

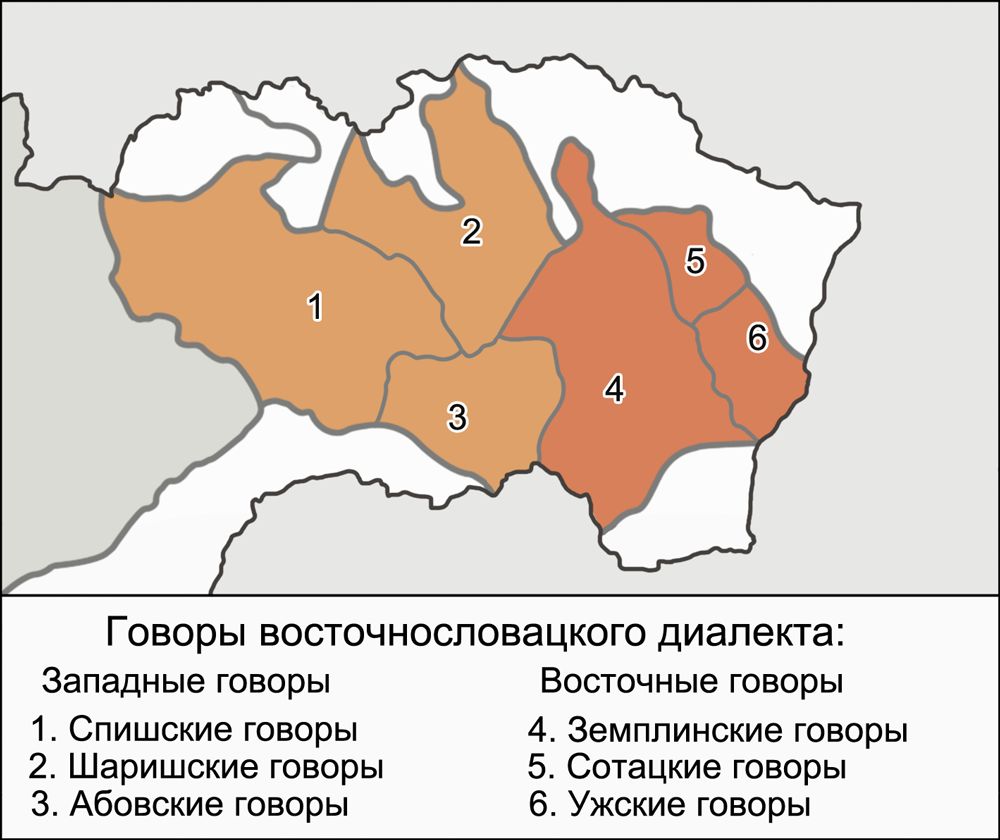
Классификация восточнословацкого диалекта согласно работам Ф. Буффы, И. Котулича, М. Семяновой, К. Палковича, Р. Крайчовича и других

Восто́чные го́воры восточнослова́цкого диале́кта (словац. východná skupina východoslovenských nárečí, východný región východoslovenských nárečí, východná skupina východoslovenského dialektu) — говоры восточнословацкого диалекта, распространённые в восточной части восточнословацкого языкового ареала, объединённые общими для них чертами. Противопоставляются в одних классификациях западным, в других — юго-западным и центральным говорам.
К числу восточных говоров восточнословацкого диалекта относят земплинские, сотацкие и ужские говоры.

По классификации, опубликованной в «Атласе словацкого языка» (Atlas slovenského jazyka) в число восточных говоров восточнословацкого диалекта включены только сотацкие и ужские говоры (земплинские отнесены к центральным восточнословацким говорам).
Ряд диалектных черт говоров восточного ареала восточнословацкого диалекта встречается в говорах словаков украинского Закарпатья.

## Классификация

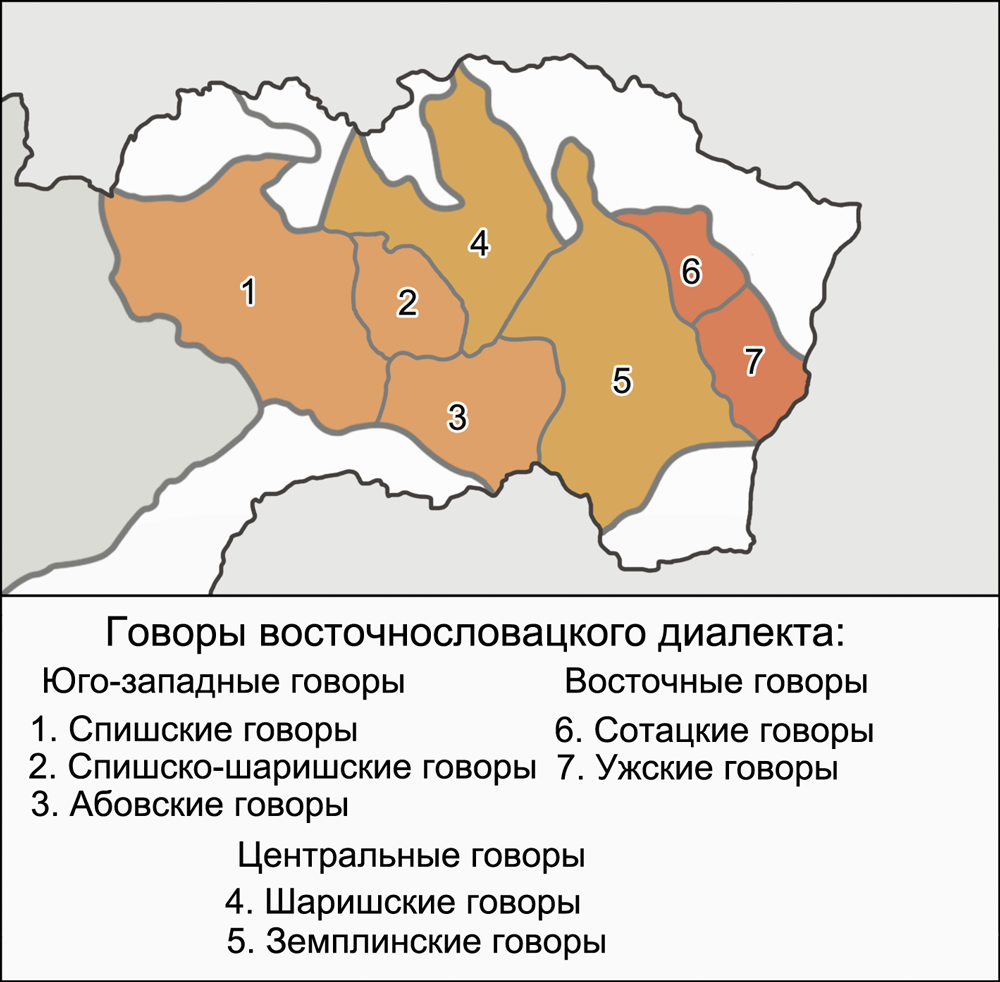
Классификация восточнословацкого диалекта согласно диалектологической карте в «Атласе словацкого языка», опубликованной под редакцией Й. Штольца

В работах по словацкой диалектологии раннего периода все говоры восточного ареала восточнословацкого диалекта (размещённые главным образом в пределах бывшего Земплинского комитата (Земплинской жупы) — административной единицы Венгерского королевства) относили по территориальному принципу к земплинским говорам. В частности, сотацкие и ужские говоры отмечают в составе земплинской группы говоров П. Ондрус (P. Ondrus), 1961, и Ф. Буффа (F. Buffa), 1962. В то же время Ф. Буффа описывает некоторые диалектные особенности, присущие сотацким и ужским говорам, отличающие их от земплинских. Ш. Тобик (Š. Tóbik), 1965, выделял ужские говоры как отдельную диалектную единицу, рассматривая при этом сотацкие говоры в составе земплинских.
В классификациях Ф. Буффы; И. Котулича (I. Kotulič), 1962; М. Семяновой (M. Semjanová), 1976; К. Палковича (K. Palkovič), 1981; Р. Крайчовича (R. Krajčovič), 1988, восточные говоры противопоставляются западным — спишским, шаришским и абовским. Подобным образом показано членение восточнословацкого диалекта на карте И. Рипки (I. Ripka), 2001, представленной в «Атласе населения Словакии» (Atlas obyvatel’stva Slovenska).
В классификации, опубликованной в «Атласе словацкого языка» (Atlas slovenského jazyka), 1968, к восточным говорам восточнословацкого диалекта относятся только сотацкие и ужские, они противопоставляются центральным восточнословацким говорам, к которым отнесены земплинские вместе с шаришскими (северными и центральными без юго-западных), и юго-западным, включающим спишские, абовские и юго-западные шаришские говоры. Подобную классификацию Й. Штольц (J. Štolc) приводил позднее в «Словацкой диалектологии» (Slovenska dialektologia) 1994 года.
М. Семяновой была предложена внутренняя дифференциация восточных говоров, выделяющая в них две ветви — земплинскую и сотацко-ужскую, в частности она выделила в земплинских говорах, представленных в большинстве исследований по словацкой диалектологии как однородный ареал, более мелкие ареалы, каждому из которых присущ свой круг местных диалектных черт:
- Земплинские говоры
  - Верхнеземплинские говоры
  - Среднеземплинские говоры
  - Нижнеземплинские говоры
- Сотацко-ужские говоры
  - Сотацкие говоры
  - Ужские говоры

## Область распространения
Основной территорией распространения восточных говоров восточнословацкого диалекта являются прежде всего исторические области Земплин и Уг (северо-западные районы бывшего венгерского комитата Унг) — в восточных частях современных Кошицкого и Прешовского краёв восточной Словакии.
На западе восточные говоры восточнословацкого диалекта граничат с остальными восточнословацкими говорами — западными: спишскими, шаришскими и абовскими (по карте Й. Штольца — с земплинскими).
Значительная часть территории распространения восточных говоров (на севере, востоке и юго-востоке) граничит с ареалом русинских говоров лемковского диалекта (островные говоры лемков встречаются и в самом восточном ареале восточнословацких говоров).
С юга к восточным говорам примыкают районы словацких диалектно разнородных говоров, распространённых чересполосно с говорами венгерского языка, либо непосредственно примыкают районы распространения венгерского языка.
В ряде говоров словаков, населяющих сёла Закарпатской области Украины, отмечаются черты тех или иных говоров восточного ареала восточнословацкого диалекта (сформировавшихся в основном в результате переселения словаков из восточной Словакии в XVIII—XIX веках). Так, говоры с преобладанием земплинских черт (наряду с шаришскими и абовскими) отмечаются в сёлах Анталовцы, Среднее и Забродь; смешанные абовско-шаришско-земплинские говоры распространены в сёлах Долгое, Кольчино, Лисичово, Турьи Реметы, Великий Березный и в городе Перечин; смешанные земплинско-ужские говоры известны в сёлах Доманинцы (Domanynci) и Сторожница; смешанные ужско-сотацкие говоры распространены в селе Камяницка Гута (Kamianycka Huta).

## Особенности говоров
F. Buffa относил к диалектным различиям, выделяющим восточные говоры, наличие гласной /o/ в словах типа pisok, statočni; произношение неслогового [u̯] на месте согласной /v/ в конце слога перед согласной и в конце слова; наличие предлогов gu, medźi, u; произношение согласного [ś] в сочетании /str/; окончание -oj у одушевлённых существительных мужского рода единственного числа в дательном и местном падежах; окончания -omu, -oho у прилагательных мужского и среднего рода в формах родительного и дательного падежей единственного числа.
В целом восточные говоры противопоставляются западным по следующим признакам:
1. Наличие гласной /o/ в словах типа pisok, statočni и т. п. В западных говорах — гласная /e/: pisek, statečni и т. п.
2. Произношение билабиального [u̯] на месте согласной /v/ в конце слога перед согласной и в конце слова: stau̯, ou̯ca и т. п. В западных говорах — оглушение согласной /v/ в данной позиции: staf, ofca и т. п.
3. Произношение [ś] в группе /str/: śtreda, śtriblo и т. п. В западных говорах — произношение [s] в группе /str/: streda, striblo и т. п.
4. Наличие /j/ перед /sc/: bol’ejsc, ňejsc и т. п. В западных говорах — отсутствие /j/ перед /sc/: bol’esc, ňesc и т. п.
5. Произношение слов gu, medźi, vun, противопоставленное западным ku, medzi, on.
6. Окончание -oj у одушевлённых существительных мужского рода единственного числа в дательном и местном падежах: sinoj, chlapcoj и т. п. В западных говорах распространено окончание -ovi: sinovi, chlapcovi и т. п.
7. Формы существительных женского рода единственного числа в дательном и местном падежах с окончанием -oj: na lukoj, na rukoj и т. п. В западных говорах — формы существительных с окончанием -e: na luce, na ruce или na luke, na ruke и т. п.
8. Окончания -omu, -oho у прилагательных мужского и среднего рода в формах родительного и дательного падежей единственного числа: dobromu, dobroho. В западных говорах — окончания -emu, -eho: dobremu, dobreho.